# Anna-Kaisa Ikonen
Pour les articles homonymes, voir Ikonen.
Anna-Kaisa Ikonen, née le 4 avril 1977 à Tampere, est une femme politique finlandaise,.

## Biographie
Anna-Kaisa Ikonen obtient son diplôme de fin d'études secondaire du lycée Sampo de Kaleva en 1996 et obtient une maîtrise en sciences sociales de l'Université de Tampere en 2001.
Dans les années 2001-2003, Anna-Kaisa Ikonen travaille chez Net Effect Oy en tant que chef de projet et dans les années 2003-2009 en tant que responsable du développement du centre de l'économie et du travail du Pirkanmaa (Pirkanmaan Työ- ja elinkeinokeskus).
En 2010, Anna-Kaisa Ikonen obtient son doctorat en sciences sociales de l'Université de Tampere. Sa thèse porte sur le système finlandais d'assurance chômage,.

## Carrière politique
Anna-Kaisa Ikonen est élue au conseil municipal de Tampere pour la première fois lors des élections municipales finlandaises de 2008 avec 472 voix.
Dans les années 2009-2011, elle est adjointe au maire de Tampere.
Lors des élections municipales finlandaises de 2012 à Tampere, Ikonen est deuxième sur la liste du parti de la coalition nationale avec 1 541 voix. Elle est maire de Tampere jusqu'en 2017.
Dans les années 2011-2013, Anna-Kaisa Ikonen est secrétaire d'État auprès du ministre des Municipalités et de l'Administration, Henna Virkkunen.
En septembre 2014, Anna-Kaisa Ikonen est élue présidente du conseil d'administration de l'institution de retraite des administrations locales Keva,.
En 2013, Anna-Kaisa Ikonen reçoit le prix du jeune leader de l'année de la Jeune Chambre de Commerce finlandaise (fi).
À partir de mars 2018, elle occupe le poste de secrétaire d'État du groupe ministériel du parti de la  coalition nationale au sein du cabinet du Premier ministre de Finlande après le départ de Risto Artjoki pour la Commission européenne.
Elle a également été professeur de vie professionnelle à temps partiel à l'Université de Tampere en 2017-2021.
Aux élections législatives finlandaises de 2019, Ikonen est élue au députée de la circonscription de Pirkanmaa avec 9 101 voix. En septembre 2020, lors du congrès du parti de la coalition nationale à Pori, Ikonen est élue vice-présidente du parti.
Aux élections municipales de 2021, elle est élue au conseil municipal de Tampere avec 5 078 voix. En août 2021, elle redevient maire de Tampere et Jari Kinnunen reprend son siège au Parlement.
En juin 2022, lors du congrès du parti de la coalition nationale à Kalajoki, Ikonen est réélue pour un nouveau mandat en tant que vice-présidente du parti.
En février 2023, Ikonen est désignée comme candidate du parti de la coalition nationale aux élections législatives finlandaises de 2023.
Elle est élue député avec 11 428 voix.
À sa place, Kalervo Kummola est élu maire de Tampere en mai 2023.
Le 20 juin 2023, elle est nommée Ministre des Affaires locales dans le gouvernement Orpo.